# Georges Ferdinandy
Dans le nom hongrois Ferdinandy György, le nom de famille précède le prénom, mais cet article utilise l’ordre habituel en français György Ferdinandy, où le prénom précède le nom.
 (aout 2014).
Compléments
Membre de l’Académie hongroise des sciences
Georges Ferdinandy (en hongrois : Ferdinandy György), né le 11 octobre 1935 à Budapest et mort à Miami le 7 janvier 2024, est un enseignant, critique littéraire et écrivain hongrois.
Réfugié en France après la révolution de 1956, il fait ses études de lettres à Strasbourg et Dijon avant d’enseigner pendant trente ans à l’université de Porto Rico. Durant cet exil en France puis sous les tropiques et depuis son retour en Hongrie en 1987, il ne cesse d’écrire des nouvelles à la fois en français et en hongrois. Couronné par de nombreux prix, traduit en plusieurs langues, il partage sa vie entre Miami et Budapest où il continue de publier des nouvelles, des essais, des articles. Il est membre de l’Académie hongroise des sciences et il a reçu en 2019 le prestigieux prix Prima Primissima pour l'ensemble de son œuvre.

## Biographie

### Jeunesse
Georges Ferdinandy, issu de la bourgeoisie hongroise (son père et son grand-père étaient médecins à Buda), est né à Budapest. Il fait ses études primaires dans la capitale, puis, de 1945 à 1950, au lycée des Pères Prémontrés à Gödöllő où il est interne. En 1947, il est envoyé pour deux ans en Belgique par la Croix-Rouge. C’est là qu’il apprend le français. Entre 15 et 18 ans, il revient à Budapest, tout d’abord chez les Pères Piaristes, puis, en 1954, au lycée d’État où il passe le baccalauréat. Dès ces années de lycée, il cherche déjà à s’exprimer par écrit et rédige des épopées en langue hongroise. Son père, battu par les nazis, est invalide et restera paralysé durant les trente dernières années de sa vie. Georges doit donc travailler comme ouvrier à la régie des autobus municipaux. En 1956, il est admis à l’université de Budapest pour y faire des études de lettres. Six semaines après, éclate l’insurrection de Budapest dont il devient alors le chroniqueur. La résistance hongroise ayant été écrasée par les troupes soviétiques, il se réfugie en Autriche où il reste de décembre 56 à janvier 57. Il choisit alors la France comme terre d’asile et arrive à Strasbourg.

### Exil en France
Hébergé au château de Pourtalès avec d’autres réfugiés hongrois, Georges Ferdinandy obtient une bourse d’étude de Radio Free Europe. Il restera sept ans dans la capitale alsacienne et obtiendra une licence de lettres tout en exerçant diverses activités, en particulier dans la diffusion d’ouvrages culturels pour la Centrale française de diffusion, mais surtout pour Fernand Nathan et les Éditions Brocéliande. Il obtient sa première publication dans le journal de Mons La Province, en 1957. À partir de cette date, il ne cessera d’écrire des nouvelles : il a trouvé sa forme et son rythme de travail. En 1958, il épouse Colette Peyrethon. De 1958 à 1960, il étudie à Dijon où il obtient, en mai, un Diplôme d’Études bourguignonnes[De quoi ?].
En 1964, Georges Ferdinandy obtient un poste de professeur d’Humanités (civilisation occidentale) à l’université de Porto Rico où il restera jusqu’à sa retraite, en 2000. Chaque année, il revient séjourner en France et en 1969, il présente sa thèse sur Segismundo Remenyik (hu) (auteur hongrois d’Amérique du Sud) et obtient un doctorat es-lettres à l’Université de Strasbourg. Entre 1977 et 1986, il est critique littéraire à Radio Free Europe.

### Retour en Hongrie
Son premier livre, L’Ile sous l’eau, qui parait à Strasbourg en 1960, obtient le prix Cino Del Duca. De 1961 à 1986, il publiera six recueils de nouvelles aux Éditions Denoël. À partir de 1964, il écrit parallèlement les mêmes textes en hongrois. Ceux-ci paraissent chez des éditeurs de l’émigration (Chicago, Londres, Vienne, Paris, Munich…). En 1964, il obtient le prix Antoine de Saint-Exupéry pour sa nouvelle Le seul jour de l’année. Dans les années 1980, il publie des textes à la NRF, dans la revue Europe et dans le Monde du dimanche.
En 1981, il se remarie avec Maria Theresa Reyes. En 1964, il est à nouveau hongrois et en 1987, il revient officiellement en Hongrie. Depuis 1988, il fait à nouveau partie de la vie littéraire hongroise et publie abondamment dans sa langue natale. En 1993, La Fiancée française obtient à Budapest le prix du « Livre de l’année ».
En 2000, Georges Ferdinandy quitte Porto Rico pour Miami. Il partage depuis sa vie entre les États-Unis et Budapest. Au total, Georges Ferdinandy a publié une cinquantaine de livres : près d’une trentaine de recueils de nouvelles en hongrois et une vingtaine en français. Il est traduit en anglais, espagnol, bulgare, allemand. Des travaux universitaires et deux films documentaires lui sont consacrés,.

## Distinctions
- Membre de l’Académie hongroise des sciences, 2015.
- Officier de l'ordre du Mérite hongrois, 2011.

## Œuvres écrites en français
- L’Ile sous l’eau, récits, Imprimerie des Dernières Nouvelles de Strasbourg, 1960 – Prix Cino del Duca, 1961
- Famine au paradis, récits, Denoël, Paris, 1962
- Le seul jour de l'année, récits, Promotion et Édition, Paris, 1967 - Prix littéraire A. de Saint-Exupéry
- L’œuvre hispano-américaine de Zs. Remenyik, essai, éd. Mouton, La Haye, 1973
- Chica, Claudine, Cali : trois filles dans le monde, documents, Denoël-Gonthier, Paris, 1973
- Itinéraires, textes, Ed. Atelier H., 1973
- Fantômes magnétiques, récits, Denoël, 1979
- Youri, récits, Ed. Denoël, Paris, 1983
- Hors-jeu, récits, Ed. Denoël, Paris, 1986
- Mémoires d’un exil terminé, roman, Ed. Denoël, Paris, 1992
- Entre chien et loup, récits, Ed. Orphéus, Budapest, 1996 (distribué en France par les éditions In Fine, Paris)
- La Fiancée de l’Est, récits, Le Castor Astral, 1998
- Histoire de ma femme, récit, Ed. Orphéus, Budapest, 2001
- Le Roi des fous, Ed. récit, l’Acte-Mem, Chambéry, 2008
- L’Enfant perdu, Quarante nouvelles, Le Monde, Paris, 1982
- Boundy, in Quarante nouvelles, Le Monde, Paris 1985
- Un amour étranger, in Quarante nouvelles, Le Monde, Paris, 1986
- Crassiers, in Auteurs hongrois d’aujourd’hui, Ed. In Fine, Paris, 1996
- Les Seigneurs du Château, Ed. L’Harmattan, Paris, 2014

## Prix littéraires français et hongrois
- Prix Cino Del Duca, 1961 (Paris)
- Prix Antoine de Saint-Exupéry, 1964 (Lyon)
- Livre de l’année, 1993 (Budapest)
- Prix Attila József, 1995 (Budapest)
- Prix Sandor Marai, 1997 (Budapest)
- Prix Gyula Krudy, 1999 (Budapest)
- Prix Alföd Debrecen, 2004 (Budapest)
- Prix du Pen-Club international, 2008 (Porto Rico)
- Grand prix de l’Association des écrivains, 2011 (Budapest)
- Prix Prima Primissima, 2019 (Budapest)

### Documentaires sur Georges Ferdinandy
- Auprès de mon arbre, 108 min, 2004, Budapest. Réalisateur : B. Révész László (sorti au cinéma et à la télévision hongroise)
- Chemin faisant, 50 min, 2009, Budapest. Réalisateur : B. Révész László (sorti au cinéma et à la télévision hongroise)
- Claire Peyrot, « Les Seigneurs du Château, rencontre avec Georges Ferdinandy »,  France 3 Alsace, 21 février 2015.

### Coupures de presse concernant Georges Ferdinandy
À propos de L’Ile sous l’eau : 
« En quelques phrases courtes mais incisives, l’auteur caractérise ses différents personnages qui se détachent avec la netteté d’un profil de médaille » (Claude Mahn, Le Nouvel Alsacien, 18/01/1961)
À propos de Famine au Paradis : 
« Ce sont des récits pessimistes qui montrent de petites gens endurant la faim dans tous les paradis qui leur sont proposés. » (Bernard Pivot, 17/02/1962)
« L’abord est déroutant mais dès qu’on arrive à des récits comme Le Château de cartes, on est pris à la gorge. » (Robert Escarpit, Le Canard enchaîné, février 1962)
« Voilà quelques nouvelles poétiques, délicates, dont la langue atteint parfois une fraîcheur rare. » (Rémi Laureillard, L’Express, 22 mars 1962)
« Famine au Paradis est une réussite dans le genre… la poésie ajoute au pathétique de ce recueil. » (John Steinbeck, La Marseillaise, 8 mai 1962)
« Des perles rares enfilées sur du chanvre. » (Libération, 22 mai 1962)
« L’art de Monsieur Ferdinandy allie à une vive sensibilité « populiste » une discrétion à sa manière éloquente : il suggère et exprime plus qu’il ne dit. » Alain Palente, La France catholique, 17/08/1962
À propos du Seul jour de l’année : 
« On peut croire à l’avenir de l’écrivain qui rappelle dans ses meilleurs moments deux autres autobiographes incorrigibles : Maxime Gorki et Panait Istrat. » (La Dordogne libre, 29/12/1967)
À propos de Fantômes magnétiques : 
« Georges Ferdinandy a écrit avec Fantômes magnétiques son meilleur livre : le plus amer, le plus déchirant, le plus tendre, le plus mystérieux… Tout en cherchant sa place dans le monde, il l’a trouvé en tout cas dans la littérature française à laquelle il fait honneur. » (Christine Arnothy, Le Parisien libéré, 15/05/1979)
« Georges Fardinandy maine la langue française avec élégance mais aussi discrétion. » (Gérôme Garcin, Nouvelles littéraires, 09/08/1979)
À propos de Youri :
«…alliage de poésie concentrée et de force expressive. » (Tribune de Lausanne, 19/06/1983)
À propos de Hors Jeu : 
« Une écriture d’une sensibilité poignante. » (Tonus, 30/05/1986)
« Comme Catherine Mansfield, et avant elle Tchekhov, Ferdinandy est sorti du cadre trop étroit de la nouvelle classique et s’est créé un genre bien à lui. » (Le Matin, 20 mai 1986)